# Contre-la-montre par équipes de l'Open de Suède Vårgårda 2014
La 7e édition du contre-la-montre par équipes de l'Open de Suède Vårgårda a eu lieu le 22 août 2014. Elle fait partie de la Coupe du monde de cyclisme sur route féminine.

## Parcours
Le circuit est relativement plat et droit dans sa première partie. Il fait demi-tour à Herrljunga. Il emprunte ensuite le circuit de la course en ligne pour revenir à Vårgårda.

## Classements

### Classement final
|    | Team | Time         |
| -- | --- | ------------ |
| 1  | Specialized-Lululemon Trixi Worrack (GER) Evelyn Stevens (USA) Karol-Ann Canuel (CAN) Lisa Brennauer (GER) Chantal Blaak (NED) | 52 min 12 s  |
| 2  | Rabo Liv Women Marianne Vos (NED) Thalita de Jong (NED) Annemiek van Vleuten (NED) Anna van der Breggen (NED)                  | + 1 min 21 s |
| 3  | Boels Dolmans Ellen Van Dijk (NED) Lizzie Armitstead (GBR) Christine Majerus (LUX) Megan Guarnier (USA)                        | + 2 min 33 s |
| 4  | Orica-AIS | + 2 min 51 s |
| 5  | Bigla | + 3 min 54 s |
| 6  | Estado de México-Faren Kuota                                                                                                   | + 4 min 11 s |
| 7  | Giant-Shimano | + 4 min 19 s |
| 8  | RusVelo | + 5 min 5 s  |
| 9  | Hitec Products | + 5 min 22 s |
| 10 | TIBCO-To The Top | + 5 min 45 s |